# 12855 Tewksbury
12855 Tewksbury eller 1998 HS32 är en asteroid i huvudbältet som upptäcktes den 20 april 1998 av LINEAR i Socorro County, New Mexico. Den är uppkallad efter Carolyn Morgan Tewksbury.